# Districte de Bata
El districte de Bata  és un districte de Guinea Equatorial, a la part septentrional de la província Litoral, a la regió continental del país. La capital del districte és Bata. El cens de 1994 hi mostrava 71.406 habitants. Tenia 84 Consells de Poblats.